# La Légende de Zatoïchi : La Blessure
Série Zatoichi
La Légende de Zatoïchi : Voyage à Shiobara
(1972) La Légende de Zatoïchi : Retour au pays natal
(1973)
Pour plus de détails, voir Fiche technique et Distribution.
La Légende de Zatoïchi: La Blessure (新座頭市物語・折れた杖, Shin Zatōichi monogatari: Oreta tsue) est un film japonais réalisé par Shintarō Katsu, sorti en 1972.

## Synopsis
Sur un pont délabré, Zatoïchi provoque involontairement la mort d'une vieille femme. Rongé par le remords, il se met à la recherche de sa fille dont il sait seulement qu'elle est prostituée à Ogiya, une maison close du port de Choshi. Il finit par la retrouver et gagne la somme nécessaire pour la racheter à la table de jeu de Mangoro, un satanique parrain qui règne sur Choshi. Zatoïchi se met alors en tête de remettre la prostituée dans le droit chemin. Son ardeur à la tâche le rendra même sourd aux cris désespérés de la population persécutée par les hommes de Mangoro.

## Fiche technique
- Titre : La Légende de Zatoïchi : La Blessure
- Titre original : 新座頭市物語・折れた杖 (Shin Zatōichi monogatari: Oreta tsue?)
- Titre anglais : Zatoichi in Desperation
- Réalisation : Shintarō Katsu
- Scénario : Minoru Inuzuka, d'après une histoire de Kan Shimozawa
- Producteurs : Shintarō Katsu et Yoshinobu Nishioka
- Sociétés de production : Katsu Production et Tōhō
- Musique : Kunihiko Murai
- Photographie : Fujio Morita
- Montage : Toshio Taniguchi
- Pays d'origine :  Japon
- Langue originale : japonais
- Format : couleurs - 2,35:1 - son mono - 35 mm
- Genre : Chanbara
- Durée : 92 minutes[1]
- Date de sortie :
  - Japon : 2 septembre 1972[1]

## Distribution
- Shintarō Katsu : Zatoïchi
- Kiwako Taichi : Nishikigi
- Kyoko Yoshizawa : Kaede
- Yasuhiro Koume : Shinkichi
- Katsuo Nakamura : Ushimatsu
- Asao Koike : Kagiya Mangoro
- Joji Takagi : Shijo Tokiwa
- Masumi Harukawa : Ohama

## Autour du film
La Légende de Zatoïchi: La Blessure est le 24e des 26 films où Shintarō Katsu interprète le personnage du masseur aveugle Zatoïchi.